# Агри (провінція)
Агри́ (тур. Ağrı) — провінція на сході Туреччини. Площа 11 315 км². Населення 528 744 чоловік (2000). Адміністративний центр — місто Агри. 